# Туфино
Туфино (итал. Tufino) — коммуна в Италии, располагается в регионе Кампания, в провинции Неаполь.
Население составляет 3240 человек, плотность населения составляет 648 чел./км². Занимает площадь 5 км². Почтовый индекс — 80030. Телефонный код — 081.
Покровителем коммуны почитается святой апостол Варфоломей. Праздник ежегодно празднуется 24 августа.